# Kezdjünk új életet
A Kezdjünk új életet sorban a 15. nagylemez volt, egyetlen olyan zenei anyag, amelyet egy szerzőpáros ihletett. Az album elsőként jelent meg Szűcs Judith saját kiadásában.

## Az album dalai[1]
1. Soha nem elég (Menyhárt János-Miklós Tibor)
2. Csak a szerelem segít (Menyhárt János-Miklós Tibor)
3. Eljön a nap (Menyhárt János-Miklós Tibor)
4. Csak a csillagok tudják (Menyhárt János-Miklós Tibor)
5. Bújjunk el (Menyhárt János-Miklós Tibor)
6. Kezdjünk új életet (Menyhárt János-Miklós Tibor)
7. Közeleg az új év (Menyhárt János-Miklós Tibor)
8. Nem szerettem senkit így (Menyhárt János-Miklós Tibor)
9. Hazug nyár (Menyhárt János-Miklós Tibor)
10. Ugye emlékszel még (Menyhárt János-Miklós Tibor)

## Közreműködtek
- Szűcs Judith – ének, vokál
- Menyhárt János – gitárok, vokál, hangszerelés
- Závodi Gábor – billentyűk, vokál, hangszerelés
- Bársony Attila – vokál